# Lago Palü
Der Lago Palü (Lagh da Palü, dt. Palüsee) ist ein Stausee im Schweizer Kanton Graubünden am Fusse des Piz Palü.
Der Lago Palü wird grösstenteils vom Palügletscher gespeist und hat daher auch die milchige Farbe des Wassers. Der See wurde 1926 angelegt; er dient dem Kraftwerk Palü als Tagesspeicher. 1993–1994 wurde der stark verlandete See ausgebaggert und ein Kiesfang erstellt, der ihn vor dem natürlichen Geschiebe (Steine und Sand) schützen soll.